# Zelanti
Zelanti (im Singular Zelante, ‚Eiferer‘, aus ital. zelare, ‚eifern‘) ist seit dem 13. Jahrhundert eine Bezeichnung für die Angehörigen einer kirchenpolitisch-religiösen Gruppierung oder Strömung, die sich durch besonderen religiösen Eifer charakterisiert. Die konkret zugeordneten Positionen wechselten mit jedem Wiederaufleben des Begriffs, seit dem 19. Jahrhundert steht er für das kirchenpolitisch konservative Spektrum des katholischen Integralismus.
Im ursprünglichen Kontext waren Zelanti diejenigen Angehörigen des Franziskanerordens, die sich jeder Lockerung oder Änderung der durch Franz von Assisi 1221 und 1223 formulierten Ordensregel hinsichtlich der Armutsanforderungen widersetzten. Infolgedessen bildeten sich innerhalb des frühen Ordens zwei Fraktionen, die Zelanti (aus denen später die sogenannten Spiritualen hervorgingen, eine innerhalb des Ordens marginalisierte Reformbewegung, von der sich die Fratizellen herleiten, eine radikale Abspaltungsbewegung) auf der einen und die Relaxati (die „Entspannten“, die den Ordenszweig der Konventualen dominierten und im Zuge der späteren Ordensreformen im Minoritenorden verblieben) auf der anderen Seite.
Im 18. Jahrhundert wurden im Zusammenhang mit der Aufhebung des Jesuitenordens 1767–1773 die Unterstützer der Jesuiten als Zelanti bezeichnet. Im Konklave von 1774–1775 teilte sich das Kardinalskollegium in zwei Blöcke auf: pro-jesuitische Zelanti und anti-jesuitische Politicanti – unter den Zelanti waren jene Kurienkardinäle, die säkulare Einflüsse auf die Kirche bekämpften; bei den Politicanti waren jene Kardinäle tonangebend, die den europäischen Fürstenhöfen angehörten. Die beiden Blöcke waren in keiner Weise homogen – auch die Zelanti besaßen moderate und radikale Flügel.
Während des Pontifikats von Pius VII. (1800–1823) waren die Zelanti reaktionärer als die Politicanti, strebten eine stark zentralisierte Kirche an in vehementer Ablehnung nationalkirchlicher, aufklärerischer und säkularisierender Reformen, wie sie in Frankreich durch die Französische Revolution ausgelöst worden waren und sich nun in anderen Ländern ausbreiteten und sogar in den Kirchenstaat ausstrahlten. Die Politicanti, wiewohl keineswegs liberal, waren viel gemäßigter und bevorzugten einen versöhnlichen Umgang mit den Problemen, die neue Ideologien und die beginnende Industrielle Revolution im frühen 19. Jahrhundert verursachten. Die Zelanti und die Gemäßigten waren im Konklave von 1823 und im Konklave von 1829 vertreten.
Im Vorfeld und während des Modernismusstreits waren Zelanti die den ultramontanen, antiliberalen und integralistischen Strömungen innerhalb des Katholizismus nahestehenden Kirchenfürsten, die auf der Grundlage des Syllabus errorum und der Beschlüsse des Ersten Vatikanischen Konzils zur Unfehlbarkeit und zum Jurisdiktionsprimat des Papstes jegliche theologische und weltanschauliche Annäherung an die Moderne verurteilten und durch die Wahl Pius’ X. im Konklave 1903 die Oberhand an der römischen Kurie gewannen. Mit der Wahl Benedikts XV. im Konklave 1914 verloren sie stark an Einfluss, und der im Konklave 1922 gewählte Papst Pius XI. galt als Kompromisskandidat zwischen  Zelanti und Politicanti.